# I Hate Everything About You
"I Hate Everything About You" é o single de estreia da banda canadense Three Days Grace, de seu álbum epônimo, lançado em 2003.

## Prêmios e indicações
| Ano  | Prêmio                 | Categoria                 | Resultado | Ref.(s) |
| ---- | ---------------------- | ------------------------- | --------- | ------- |
| 2004 | Juno Awards            | Produtor do Ano           | Venceu    | [ 4 ]   |
| 2004 | MuchMusic Video Awards | Melhor Videoclipe de Rock | Indicado  | [ 5 ]   |
| 2004 | MuchMusic Video Awards | Grupo Canadense Favorito  | Indicado  | [ 5 ]   |
| 2007 | BDS Spin Award         | 300,000 spins             | Venceu    | [ 6 ]   |

### Listas
| Publicação            | País           | Honraria                                          | Ano  | Posição |
| --------------------- | -------------- | ------------------------------------------------- | ---- | ------- |
| Alternative Addiction | Estados Unidos | "Canção do Ano"                                   | 2003 | 33      |
| AOL Radio             | Estados Unidos | "Melhores Canções Alternativas da Década de 2000" | 2009 | 8       |

## Paradas
| Ano  | Parada                                      | Posição |
| ---- | ------------------------------------------- | ------- |
| 2003 | Estados Unidos - Billboard Hot 100          | 55      |
| 2003 | Estados Unidos - Hot Mainstream Rock Tracks | 4       |
| 2003 | Estados Unidos - Alternative Songs          | 2       |